# Hathor
Hathor ist eine Göttin in der ägyptischen Mythologie. In ihren Anfängen nahm sie den Rang einer Lokalgöttin ein und trat damals kuhgestaltig in Erscheinung. Später stieg Hathor zur Himmelsgöttin des Westens auf und wurde zu einer allumfassenden Muttergottheit. Sie war auch Totengöttin und Göttin der Liebe, des Friedens, der Schönheit, des Tanzes, der Kunst und der Musik.

## Name und Darstellung

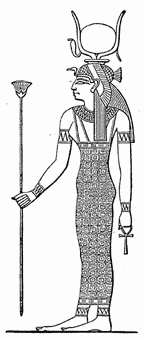
Hathor in Meyers Konversationslexikon 1888

Spätestens seit der 1. Dynastie ist Hathor unter Narmer als kuhgestaltige Göttin belegt. Auf einem Elfenbeintäfelchen aus dem Grab des Djer in Umm el-Qaab bei Abydos ist sie als liegende Kuh vor dem Serech als „Hathor in den Sümpfen von König Djers Stadt Dep“ zu sehen. Ihre ikonografische Darstellung unterscheidet sich nur wenig von der älteren Himmelsgöttin Bat. Abbildungen auf Gefäßbruchstücken belegen im Aussehen der Göttin Hathor einen nur kleinen Unterschied zu Bat: Die Hörnerspitzen der Hathor verlaufen nach außen, im Gegensatz zu Bat.
Auf der Statuengruppe des Mykerinos aus der 4. Dynastie ist Hathor an der linken Seite von Mykerinos mit dem Bat-Emblem abgebildet, während Hathor an seiner rechten Seite in ihrer Eigenschaft als Personifikation des siebten oberägyptischen Gaus auftritt. Gut erkennbar ist das Gehörn der Hathor mit der dazwischen liegenden Sonnenscheibe, das einen leichten Schwung nach außen aufweist, während das Bat-Emblem die nach innen geneigte Hörnerwindung der Bat zeigt. Der Hintergrund einer abweichenden Gehörnform ist wahrscheinlich in zwei verschiedenen Bovidenarten zu sehen. Ab der 11. Dynastie verschmolz die Göttin Bat vollständig mit Hathor.
Ihr Name bedeutet „Haus des Hor“ beziehungsweise „Haus des Horus“, wobei sich der Namensbestandteil „Haus“ von der Bedeutung „Mutterschoß“ ableitet, der Horus umgibt. Das Ideogramm stellt daher meist einen Horusfalken im „Mutterschoß“ dar. Als spätere Gemahlin des Re und Mutter des Horus bildete sie den umschließenden Mutterleib, aus welchem Horus als ihr Sohn entsprang.
| R14 |

| R14 |

Seit dem Alten Reich wird sie oft als das Gold bezeichnet. Sie hatte verschiedene Beinamen. Im Alten Reich wird sie oft als Herrin der Sykomore bezeichnet. Andere Beinamen nehmen Bezug auf ihre Verehrungsorte. Sie ist Herrin von Imaw (Kom el-Hisn), Herrin von Qusae, oder auch Herrin von Dendera. Sie wurde unter anderem als Hathor von Dendera bezeichnet.

## Mythologische Verbindung mit dem Sonnengott Re

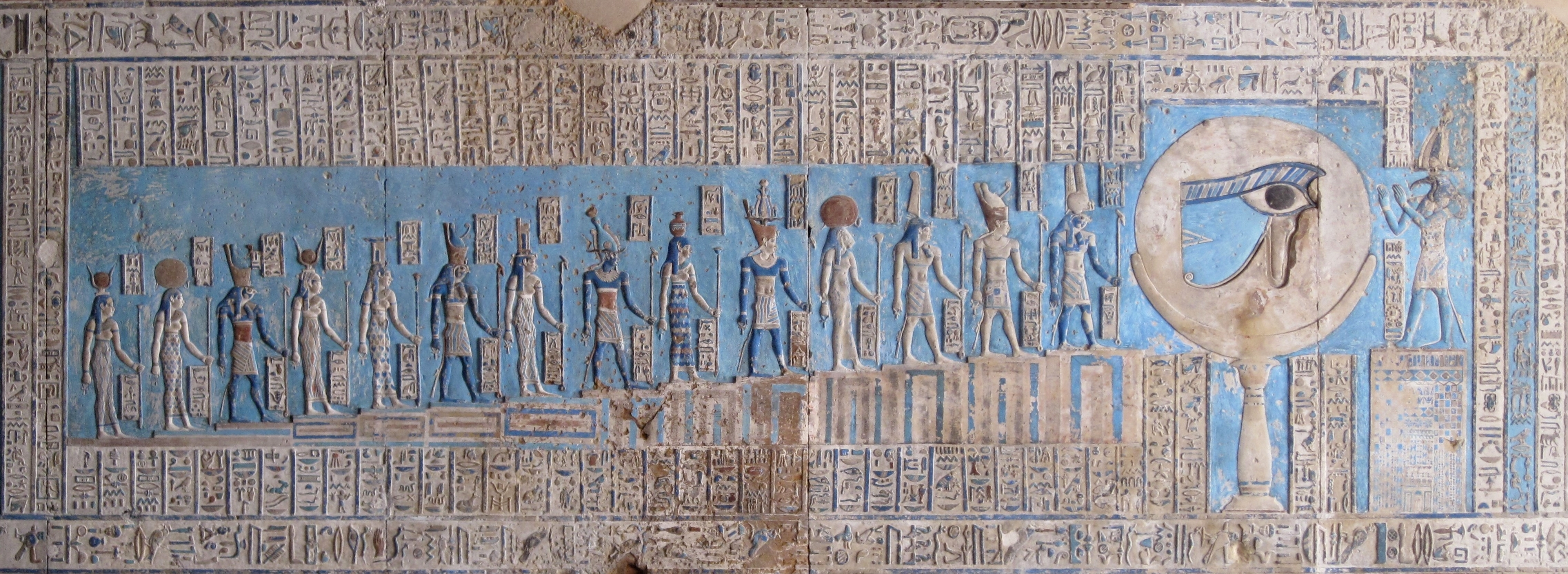
Die Mondphasen mit Hathor in der vierten Phase von links bis zum Vollmond mit dem Horusauge
(Deckenrelief im Tempel von Dendera)

Ihre mythologischen Anfänge mit Re werden wie folgt beschrieben: Re öffnete im Inneren des Lotos seine Augen in dem Moment, in dem er das Urchaos verließ. In seinen Augen bildete sich eine Flüssigkeit, die zu Boden fiel: Sie verwandelte sich in eine schöne Frau, der man den Namen „Gold der Götter, Hathor die Große, Herrin von Dendera“ gab. In einem Mythos verwahrt Hathor über Nacht Re in ihrem Leib und gebärt ihn jeden Morgen neu. In anderen Mythen ist Hathor das Auge des Re selbst.
Im Neuen Reich wird Re entsprechend mit dem Epitheton Kamutef als „Stier seiner Mutter“ genannt, der sich „durch Hathor selbst zeugte“. Damit repräsentiert Hathor das weibliche Element des göttlichen Königtums und ermöglicht so die zyklische Wiedergeburt des Königs als ursprünglich herrschender Horus.
Im Mythos „Die Vernichtung der Menschheit“ ist Re über die Schlechtigkeit der Menschen enttäuscht und schickt Sachmet, um die bösen Menschen zu töten. Sachmet verfällt jedoch in einen Blutrausch und tötet immer mehr Menschen. Durch einen Plan des Thot wird Sachmet betrunken gemacht, um sie aufzuhalten – während sie schläft, verwandelt Re sie in Hathor.

## Bedeutung und Kult

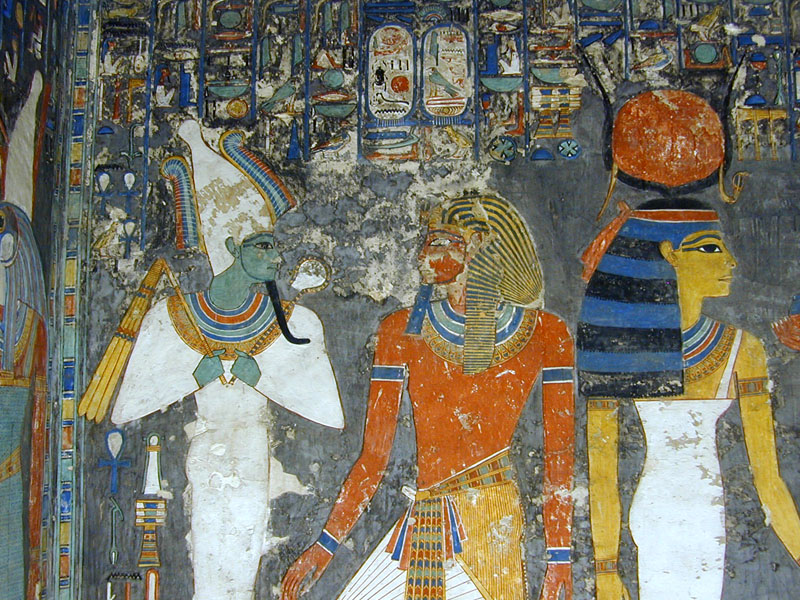
Darstellung von Hathor (rechts) im Grab des Haremhab

In ihren zahlreichen Funktionen galt sie auch als Beschützerin des Landes am Nil, der Fremden, der Bergleute (beispielsweise in den königlichen Kupfer- und Türkisminen auf dem Sinai), aller weiblichen Wesen und als Behüterin der Toten. Sie wurde auch als die Gemahlin des Horus angesehen.

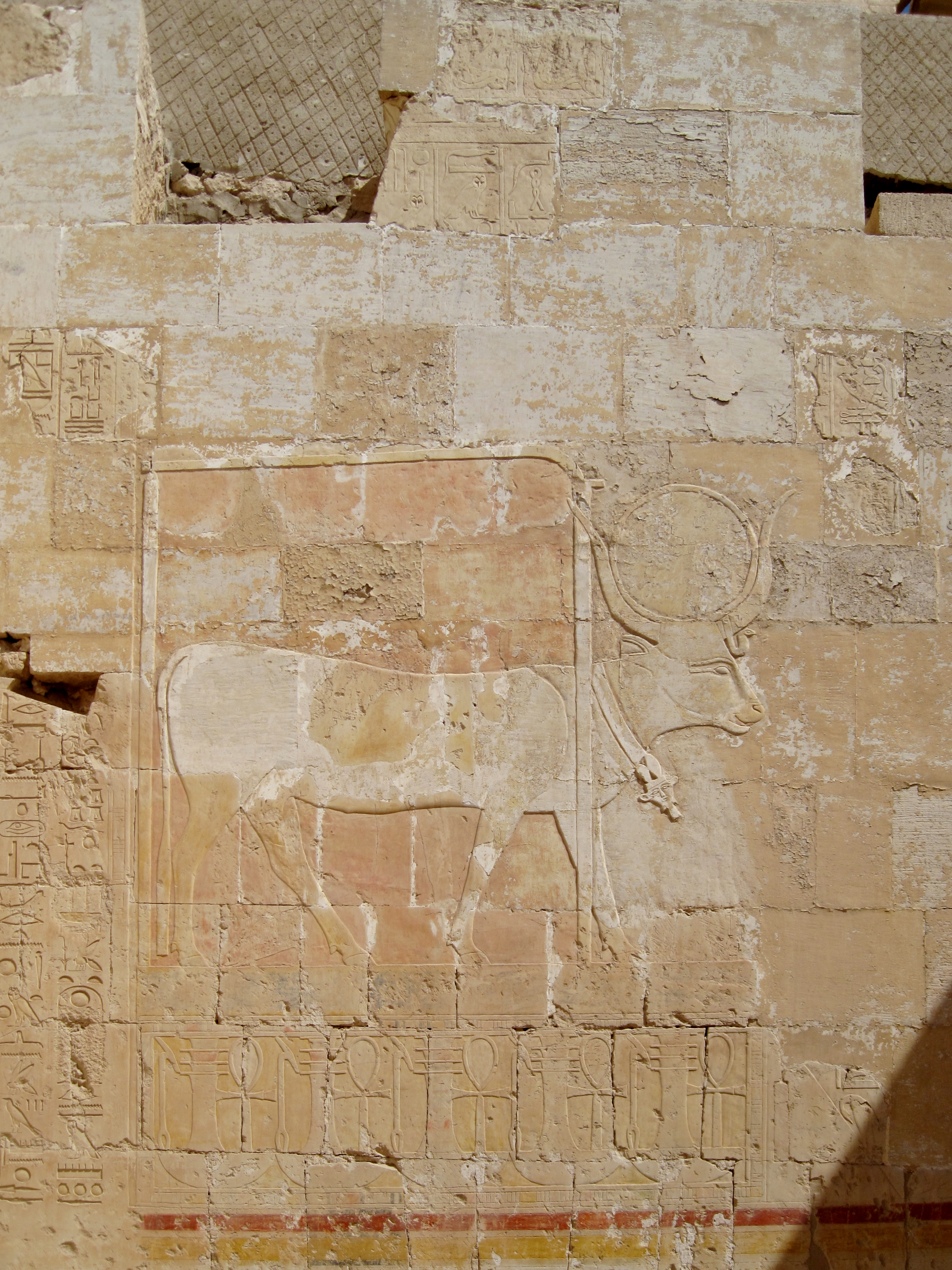
Hathor als Kuh im Totentempel der Hatschepsut von Deir el-Bahari

Als eine der ältesten altägyptischen Göttinnen trat sie später einige ihrer Symbole und Funktionen an die jüngere Isis ab. Ihre enge Verbindung zu Isis besteht in den Gemeinsamkeiten als Mutter- und als Totengöttin. Seit dem Neuen Reich ist Hathor nur noch durch die hieroglyphische Beischrift von Isis zu unterscheiden.
Der Göttin Hathor wurde unter anderem jrp (irep) –  Wein in Krügen – geopfert, galt doch dieses alkoholische Getränk als Symbol des Blutes und der Kraft der Wiederauferstehung nach dem Tode. So wurde Hathor auch „Herrin der Trunkenheit“ genannt.
Hathor wurde an vielen Orten im Alten Ägypten verehrt, darunter in Theben, Memphis, Sais und Abu Simbel, wobei Dendera seit dem Alten Reich als ihr Hauptkultort gilt. Auf dem Sinai, wo sie als „Herrin des Türkises“ verehrt wurde, war ihr der Tempel von Serabit el-Chadim geweiht. Aber auch im Ausland fand die Göttin Verehrung: in Byblos, Libanon und Timna.
Zusammen mit Horus von Edfu und den Söhnen Ihi (Sistrumgott) und Harsomtus (Vereiniger der beiden Länder) bildet Hathor in Dendera eine Familie. In Theben gehörte sie zur dortigen Götterneunheit. In Kom Ombo bildete Hathor mit Sobek und ihrem Sohn Chons eine Triade.
In der Interpretatio Graeca wurde Hathor mit Aphrodite identifiziert.

## Hathorsäule

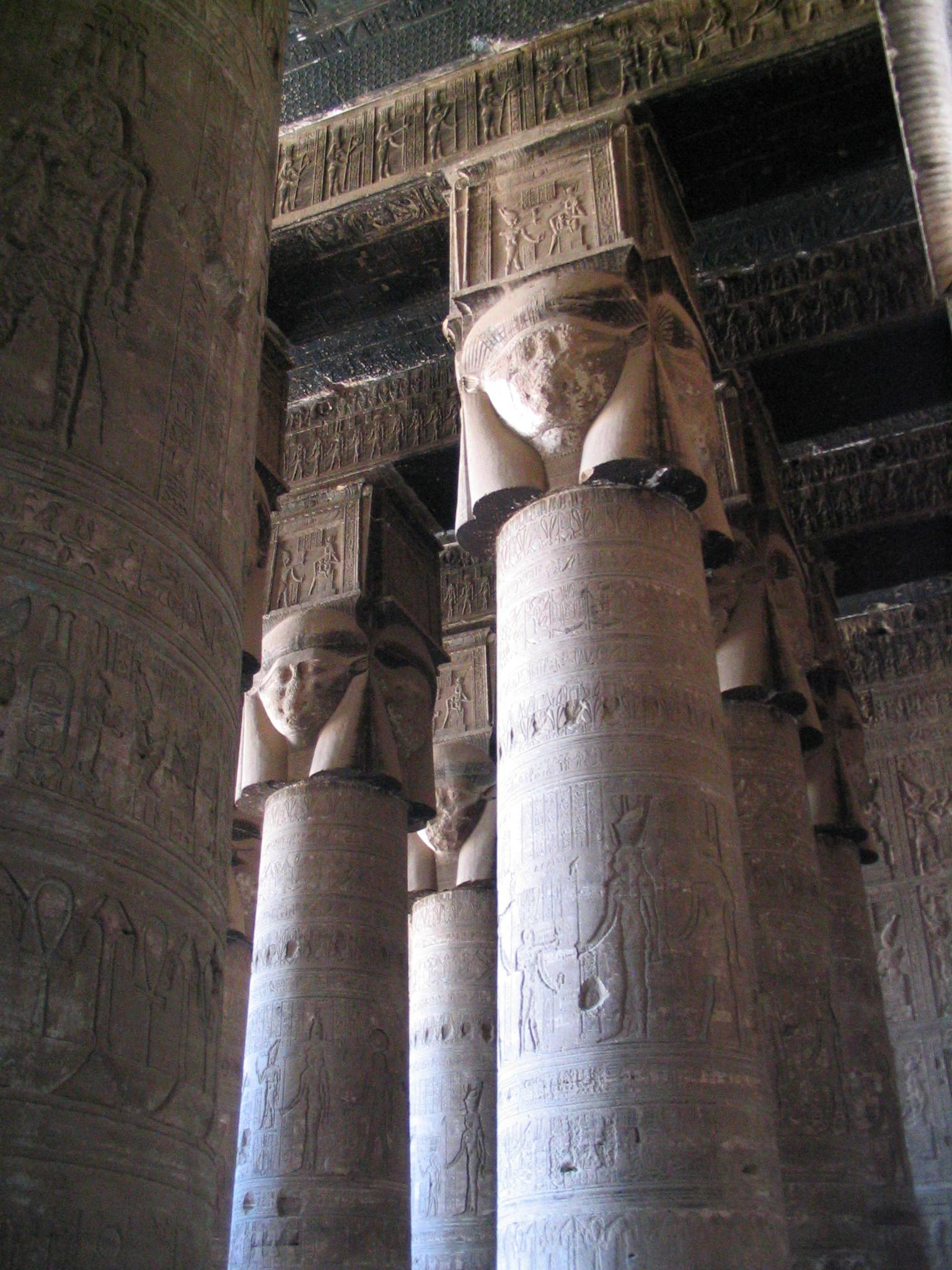
Hathorsäule im Tempel von Dendera

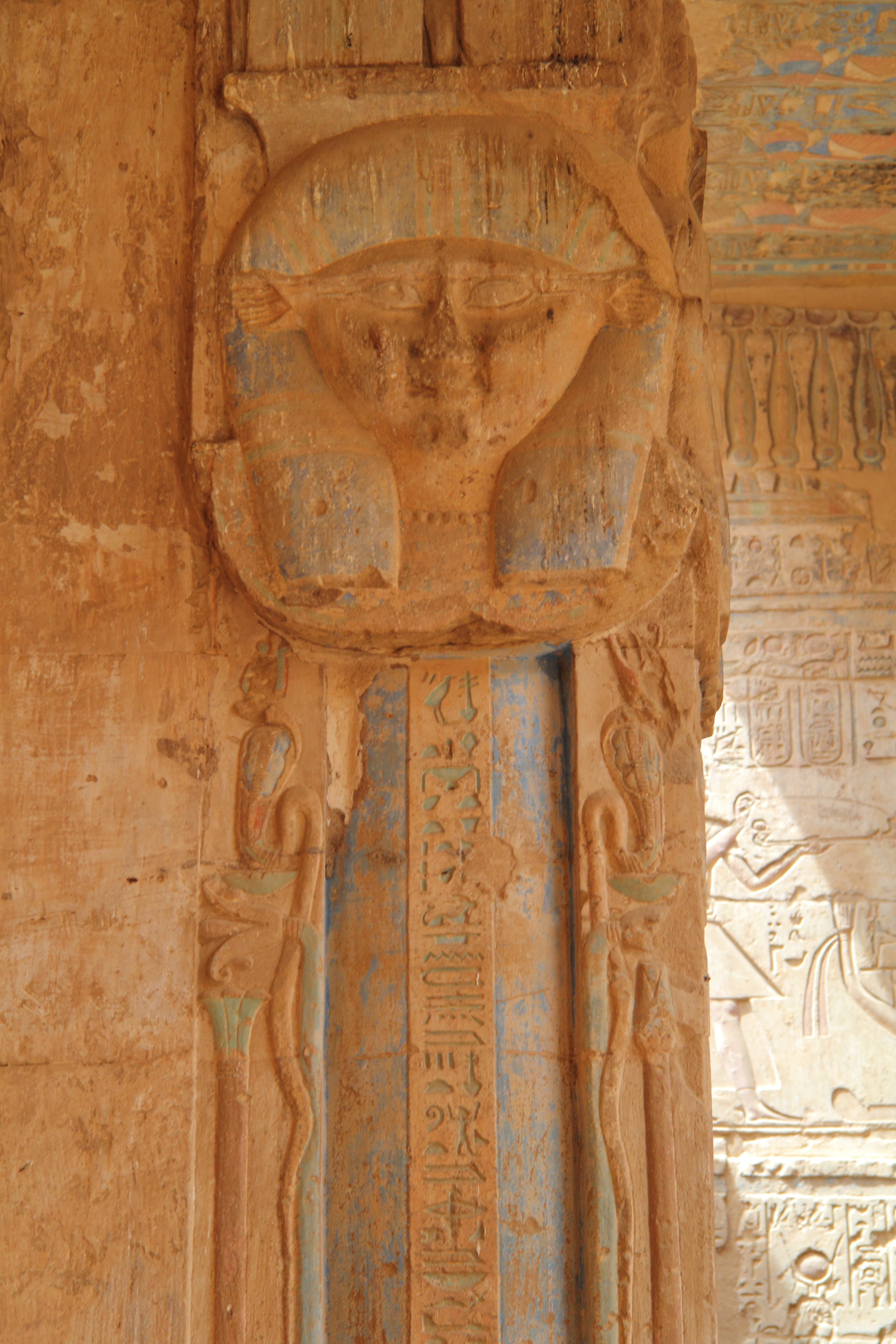
Hathorsäule in Deir el-Medina mit Hymne an die Göttin: "Wie schön ist dein goldenes Gesicht, Gebieterin der Götter, wenn du die beiden Länder öffnest in deiner Schönheit..."

Die Hathorsäule, welche auch Sistrumsäule genannt wird, ist eine trommelförmige Säule mit einem Hathorkapitell, bei dem an zwei gegenüberliegenden, oder allen vier Seiten das Gesicht der Göttin Hathor unter einem blockförmigen Aufsatz (Sistrum) gezeigt wird.

### Tempel der Hathor
Dieser Göttin war, ebenso wie der Tempel von Dendera, der von Ramses II. für seine Frau Nefertari erbaute zweite Tempel von Abu Simbel geweiht. Auch der kleine Tempel von Deir el-Medina war hauptsächlich Hathor gewidmet.
Die Priesterinnen der Hathor wurden „Hathore“ genannt. Hathoren waren Tänzerinnen, Sängerinnen und Musikerinnen und dieser Begriff bezeichnete später weissagende Frauen und Prophetinnen. Beispielsweise diente auch dem Pharao Cheops eine Hathore als persönliche Prophetin, die Hathor- und Neith-Priesterin Hetepheres.

## Erscheinungsformen

### Hathor von Dendera
Hathor von Dendera ist der Name einer seit der griechisch-römischen Zeit nur selten belegten Nebenform der altägyptischen Göttin Hathor.
Ikonografische Darstellungen sind nicht vorhanden. Ihr Name tauchte in zwei Priestertiteln auf, unter anderem in Philae. In einer Inschrift von Edfu heißt es, der Pharao habe für sie in der Erscheinungsform als Herrin von Dendera das Mammisi erbauen lassen, weshalb der Pharao von ihr geliebt wird.
Als Gleichsetzung mit der „Herrin des Sistrums“ wird sie im Zusammenhang der Göttin Nebet-menit-Henmet-sescheschet und der „Herrin der Pferde“ in Dendera erwähnt.

### Erscheinungsformen in Theben
Im Theben wurden seit Beginn des Neuen Reichs wurden „Hathor, das Oberhaupt von Theben“, „Hathor, die Herrin des Westens“ und „Hathor in Benenet“ als Formen der Hathor verehrt. Seit der 18. Dynastie ist die Verehrung von Hathor-das-Oberhaupt-von-Theben im Ptah-Tempel von Karnak belegt. Dort wurden die beiden Gottheiten jedoch nicht als Götterpaar angesehen und werden selten in Inschriften gemeinsam genannt. Stattdessen fungierte Hathor-das-Oberhaupt-von-Theben als Mutter des Samatauis mit Amun als thebanisches Gegenstück zu Isis.
In der griechisch-römischen Zeit teilte sich Hathor-die-Herrin-des-Westens mit der Göttin Maat einen Tempel in Deir el-Medina und wurde dort als Unterweltgöttin angesehen.
Hathor-in-Benenet wurde Tempel des Chons in Karnak verehrt, dessen alt-ägyptischer Name „Benenet“ ist. Hathor-in-Benenet wurde als Gemahlin des Chons-Nefer-hotep angesehen und besaß seit der griechisch-römischen Zeit ihre eigene Priesterschaft. Ähnlich wie die anderen Formen der Hathor wurde Hathor-in-Benenet als Sonnengöttin und Göttin der Trunkenheit angesehen. Für Hathor-in-Benenet eigen war die Assoziation mit Schreibkunst und Gerechtigkeit, die vermutlich auf eine Assimilation mit der Göttinnen Maat und Seschat zurückzuführen ist, die in Verbindung mit den Synkretismus von Chons und Seschats und Maats männliches Gegenstück, dem Gott Thot, steht.